# Сентурион, Иван
Иван Освальдо Сентурион (исп. Iván Osvaldo Centurión; родился 5 августа 1988 года, Исидро Касанова, Аргентина) — аргентинский футболист, защитник клуба «Камионейрос».

## Клубная карьера
Сентурион начал карьеру в клубе «Платенсе» из Висенте-Лопес. 23 августа 2008 года в матче против «Альдосиви» он дебютировал в Примере B. По окончании сезона Иван перешёл в «Альмиранте Браун», выступавшем в Лиге Метрополитано. В своём дебютном сезоне он помог команде подняться дивизионом выше. В начале 2016 года Сентурион сыграв более 100 матчей за «Альмиранте Браун», решил покинуть команду и подписал соглашение с уругвайским «Серро». 10 апреля в матче против «Пласа Колония» он дебютировал в уругвайской Примере. В начале 2017 года Иван присоединился к мексиканской «Пуэбле». 2 апреля в матче против «Пачуки» он дебютировал в мексиканской Примере.
Летом того же года в поисках игровой практики Сентурион вернулся на родину, став игроком «Альдосиви». 10 октября в матче против «Институто» он дебютировал за новую команду.